# Rio Căţău
O Rio Căţău é um rio da Romênia, afluente do Râmnicul Sărat, localizado no distrito de Buzău.